# The Shriek of Araby
The Shriek of Araby è un film muto del 1923 diretto da F. Richard Jones e prodotto da Mack Sennett, che ne firma anche il soggetto e la sceneggiatura.

## Produzione
Il film, prodotto dalla Mack Sennett Comedies, venne girato con il titolo di lavorazione The Shriek.

## Distribuzione
Distribuito dalla United Artists e presentato da Mack Sennett, il film uscì nelle sale cinematografiche statunitensi il 5 marzo 1923. In Finlandia, fu distribuito il 2 gennaio 1927; in Portogallo, con il titolo Cheik-Cheik, il 3 maggio 1928.